# فرودگاه نیو لیسکرد
فرودگاه نیو لیسکرد (به انگلیسی: New Liskeard Airport) یک فرودگاه خصوصی است . این فرودگاه در کشور کانادا قرار دارد و در ارتفاع ۲۴۴ متری از سطح دریا واقع شده است.